# Yvonne Madrid
Yvonne Madrid (* in Regensburg) ist eine deutsche Sopranistin mit deutsch-mexikanischen Wurzeln und lebt in Erding bei München.

## Leben und Wirken
Yvonne Madrid fühlt sich in verschiedenen musikalischen Genres wie Oper, Konzert, Kirchenmusik und Operette gleichermaßen zuhause. Ihre künstlerische Laufbahn ist geprägt von Mehrdimensionalität und Vielseitigkeit, die sich in ihrem Wechsel von der Schauspielschule ins Musicalfach und später ins klassische Musiktheaterrepertoire widerspiegelt.
Yvonne Madrid studierte an Institutionen in Prag, Rom, Florenz und Wien, darunter die Accademia Nazionale di Santa Cecilia und die Musikhochschule Prag. Sie war Preisträgerin und Finalistin von Gesangswettbewerben, darunter der Nico Dostal Operettenwettbewerb. Zudem erhielt sie Stipendien der Richard-Wagner-Stipendienstiftung und der ISA - Internationale Sommerakademie Wien. Ihre Weiterbildung umfasste Meisterklassen bei Claudia Visca, Cornelia Helfrich, Francisco Araiza oder Magda Oliviero.
Bereits in ihrem ersten Studienjahr führten Engagements sie zum Opernfestival St. Margarethen (Österreich) und später an das Landestheater Niederbayern. In Italien debütierte sie im Opernstudio der Opera di Livorno sowie an der Oper Unter den Linden Berlin im Lehrstück von Paul Hindemith. Im Laufe ihrer Karriere erarbeitete sie sich ein Repertoire, das verschiedene Opern und etwa zwanzig Rollen im Operettenfach umfasst. 2020 veröffentlichte sie ihre Debüt-CD The Vintage Love, begleitet von ihrem Kammermusik-Ensemble Munich Operettas, das sich auf Opern- und Operettenbearbeitungen im Salonformat spezialisiert hat. Diese Veröffentlichung erhielt positive Resonanz in der Presse. In den letzten Jahren hat sich ihr Schwerpunkt auf das romantisches Konzertrepertoire verlagert, wobei sie eine besondere Vorliebe für die Komponisten Mendelssohn, Brahms, Bruckner, Beethoven und im Besonderen Richard Strauss entwickelt hat.
Yvonne Madrid hat mit Klangkörpern wie dem Rundfunk-Sinfonieorchester Berlin, dem Opernorchester di Livorno und dem Konzerthausorchester Berlin zusammengearbeitet. Sie trat in Veranstaltungsorten wie der Stuttgarter Liederhalle, dem Konzerthaus Berlin, der Staatsoper Berlin, dem Gasteig München und dem Herkulessaal München auf. Zuletzt arbeitete sie mit den Dirigenten Ulf Schirmer, Andreas Reize, Tomáš Netopil und Alexander Kuhlo zusammen.
Höhepunkte ihrer Karriere waren die Aufführung seltener Konzertstücke wie In terra pax von Gerald Finzi oder Der Stern von Bethlehem von Josef Gabriel Rheinberger mit den Bad Reichenhaller Philharmonikern. Sie ist auch an zeitgenössischer Musik interessiert und trat unter anderem bei der Biennale München auf. Eine langjährige Zusammenarbeit verbindet sie mit dem bayerisch-klassischen Komponisten Andreas Begert.
Yvonne Madrid ist Mitbegründerin des Klassikkonzertfestivals Klassik am Schollbach, das 2025 zum ersten Mal stattfinden wird. Ziel des Festivals ist es, ein breiteres Publikum in der Region Erding für klassische Musik zu begeistern. Das Festival in Erding soll regelmäßig stattfinden und dort etabliert werden. Darüber hinaus arbeitet Yvonne Madrid  als Kulturmoderatorin für verschiedene Formate und als Gesangsdozentin in München.
Seit 2019 lebt Yvonne Madrid mit ihrer Familie im Landkreis Erding.

## Auftritte (Auswahl)
- Saison 2007/08 Ensemblemitglied am Theater Passau
- 2009 Deutschlandtournee mit Die Schöne und das Biest und Phantom der Oper
- Saison 2009/10 im Opernstudio für junge Sänger am Teatro Goldoni di Livorno
- 8./9. Oktober 2010  25. Operetten-Nachwuchssänger-Wettbewerb der Internationalen Kunstförderung Nico Dostal, Wien (2. Preis)
- Brucknerorchester Linz (Linz)
- Verdis Requiem (Stuttgarter Liederhalle)
- 10.–24. Juni 2012 Lehrstück (Werkstatt im Schiller Theater, Staatsoper Berlin)[3]
- 18. April 2015 Nacht & Träume - Duo Voce e l’Arpa im Barocksaal des Klosters Benediktbeuern
- Juli 2015 Madrid Yvonne & The Munich Operettas
- 8. Januar 2016 Madrid Yvonne & The Munich Operettas
- 27. Januar 2018 Madrid Yvonne & The Munich Operettas (München Sophiensaal)
- 24. November 2019 Romantischer Liederabend (St. Johannes, Erding)
- 18. Januar 2020 Operetten & romantische Lieder, Festsaal Wasserschloss Taufkirchen[4]
- 19. September 2020 Strahlender Mond Yvonne Madrid & The Munich Operetta, München, Brunnenhofkonzerte[5]
- 29. April 2022 Madrid Yvonne & The Munich Operettas (Günzburg, Forum Hofgarten)[6]
- 25. Dezember 2023 Weihnachtskonzert der Bad Reichenhaller Philharmoniker, André Gold, Yvonne Madrid ... (Bad Reichenhall)[7]
- 19. Januar 2025 Madrid Yvonne & The Munich Operettas, Stadt Memmingen, Stadthalle[8]
- 21. September 2025 Festivalkonzert, Klassik am Schollbach

## CD
- 2020: The Vintage Love - Yvonne Madrid & The Munich Operettas[2]